# المعاهدة الفرنسية العمانية 1844
المعاهدة الفرنسية العمانية 1844 هي معاهدة صداقة وتبادل تجاري بين الإمبراطورية العمانية وفرنسا تم توقيعها في 4 نوفمبر 1844.

## بنود المعاهدة
تسمح هذه المعاهدة بتطوير ملموس للعلاقات بين زنجبار وجزر الريونيون، ولكن أيضاً بانطلاق التجارة المباشرة بين الأمبرطورية العُمانية وفرنسا. هكذا اتسمت سنة 1849، بنجاح تجاري كبير رحلة سفينة الشحن العُمانية الشهيرة «لا كارولين»، وذلك بفضل غرفة تجارة مدينة مرسيليا الفرنسية، بينما قام الحاجي درويش، مبعوث من قبل السلطان سعيد بزيارة تولون وباريس، حيث استقبله لويس-نابوليون بونابرت، رئيس الجمهورية الفرنسية حينها.

## النتائج
تعززت العلاقات الفرنسية-العمانية بشكل واضح بعد أن قرر وزير الشؤون الخارجية الفرنسية «هانوتو» أن يقيم سنة 1894 تمثيلاً قنصلياً لفرنسا في مسقط. اكتسب القنصل، «بول أوتافي»، الذي وصل مسقط سنة 1894، فوراً ثقة السلطان فيصل، إذ أبدى هذا الأخير رغبة شديدة في التعاون مع فرنسا. فهو الذي وهبها سنة 1896، المنزل الجميل في مسقط الذي أصبح فيما بعد «بيت فرنسا».